# 減壓症
減壓症，俗稱潛水夫病或沉箱病，（英文：Decompression sickness，簡稱：DCS，俚语常用 divers' disease、the bends、caisson disease），泛指人體因周遭環境壓力急速降低時造成的疾病。最常見於潛水減壓上升期間或之後不久，不過也可能由別種減壓原因引起，例如從沉箱中出來或是太空飛行器的艙外活動。減壓症和動脈氣體栓塞統稱為減壓疾病。

## 簡介
減壓症可因下列幾種狀況發生：

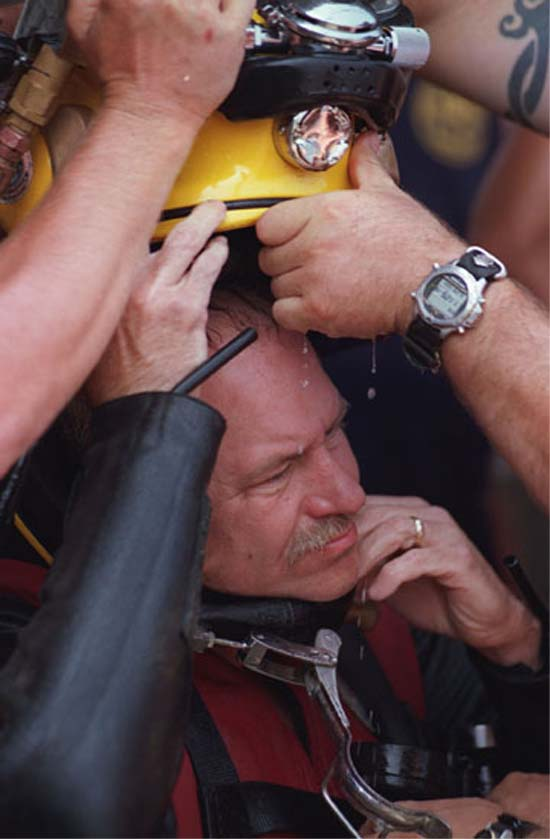
潛水員必須進入再壓艙以避免減壓症。

- 潛水員急速上浮，或在長時間或深潛後沒有進行減壓停留（英语：Decompression stops）；
- 未有加壓設施的飛機升空時；
- 飛機因蒙皮受損或機械故障導致座艙增壓（英语：Cabin pressurization）失效時；
- 潛水員於潛水後馬上搭乘飛機。縱然飛機有進行加壓，但座艙壓力若未能維持在海平面的壓力時亦會出現；
- 工程人員從加壓後排除地下水的沉箱或坑道出來時；
- 太空人進行太空漫步，或艙外活動時，而太空衣內的壓力較艙內壓力低時。

這些情況都會使溶在體內的氣體（主要是氮氣）溶出，在體內形成氣泡致病。
根據亨利定律，當一種在液體上的氣體的壓力下降時，該氣體溶於液體的量亦會下降。示範這個定律的例子就是當開啟軟性飲料的樽或罐時，氣體會從中出來，在液體中亦有氣泡。這些二氧化碳的排出是因在容器內的壓力下降至大氣壓力。
同樣地，氮氣是一種溶解於人體組織及體液內的氣體。當身體暴露於壓力下降的環境時，氮氣會被釋放到離開身體的氣體中。若氮氣被逼離體液的速度太快時，氣泡會在身體內形成，造成減壓症的症狀，如皮膚發癢及皮疹、關節痛、感覺器衰弱、麻痺及死亡。
因其他過程而造成的空氣栓塞症，與減壓症的大部份症狀相似。這兩個被分類為減壓病。

## 歷史
最早記載減壓症的報告在1841年，由一位採礦工程師發現很多煤礦工人從隧道高壓環境出來後出現肌肉抽痛的狀況。潛水艇駕駛員朱利爾斯（Juius H. Kroehl）在1867年的潛水艇試驗中因減壓病喪生。另一名早期的減壓症病患是1869年時一位使用潛水衣潛水的人員。

## 加重因子
- 減壓的幅度：壓力大幅下降會有較高出現減壓症的可能。例如，周邊壓力在潛水上升10米後或從海平面飛行上升5000米後會減半。在潛水不久後飛行亦會擴大壓力的下降。
- 重複暴露：在短時間內（約數小時）重複潛水或上升超過海拔18000呎以上亦會增加患上減壓症的風險。
- 上升的程度：上升越快，患上減壓症的風險亦越高。
- 高海拔的滯留時間：飛到6000公尺以上的時間愈久，愈容易得到減壓症。
- 年齡：有多篇研究報告指出隨著年紀增加罹患減壓症的風險也愈高。
- 之前受傷病史：曾有關節或肢體損傷者較易加重減壓症的發生。
- 環境溫度：有些證據指出低溫環境中更易造成減壓症的發生。
- 身體型態：一個有較高身體脂肪的人會較易患上減壓症。這是由於不健康的血液供應，氮會較多儲存於脂肪組織之內。雖然脂肪只佔成人身體的15%，它卻儲存了超過一半的氮。
- 運動：在飛上約6000公尺以上高空前、或潛水前後曾經從事激烈運動中，都有較高的風險得到減壓症。
- 飲用酒精：飲酒後從事會有減壓狀況的活動有較高的風險得病。
- 心房中隔缺損：胎兒心臟心房間的孔洞，在出生後的第一口呼吸會靠垂下物來遮蓋。約有20%的成人這個垂下物並沒有完全封死這個孔洞，因咳嗽或其他提升胸部壓力的活動會使血液流過這個孔洞。在潛水時，靜脈內的血液及微氣泡會經此孔直接進入動脈，而非經過可排放氣泡的肺部。

## 症狀
氣泡可以在身體任何一個部份形成，但在肩膀、手肘、膝蓋及腳跟上就經常見到具有徵狀的感覺。
下表就不同的減壓症列出了不同的症狀。關節痛就佔有當中的60-70%，而肩膀是最普遍感到痛楚的地方。這種類在醫學上分類為DCS I。神經症狀就佔有10-15%，最普遍的有頭痛及視覺障礙，這就是DCS II分類。栓塞的情況較小出現，只佔少於2%。皮膚表現就佔有10-15%。
減壓症的症狀有皮膚皮疹、虛脫、關節痛、視覺障礙、平衡障礙、呼吸困難、乏力、麻痺、癱瘓、不省人事及死亡。中央神經系統損害的症狀就顯示有嚴重的創傷。
| 種類     | 氣泡位置                                                   | 症狀 |
| -------- | ---------------------------------------------------------- | --- |
| 關節痛   | 通常是身體的大關節 （手肘、肩膀、臀部、 手腕、膝蓋、腳跟） | - 局部深層痛楚，程度由輕微至嚴重。有時是隱隱作痛，但很小是刺痛。 - 關節主動或被動的活動加劇疼痛。 - 將關節彎曲至舒適位置可舒緩痛楚。 - 若是由上升造成，疼痛可以即時或幾小時後才出現。 |
| 神經     | 腦部                                                       | - 混亂或失憶 - 頭痛 - 視覺出現暗點、隧道視覺、複視或視覺模糊 - 不能解釋的虛脫或行為失常 - 主要因內耳炎而引起的癲癇、頭暈、眩暈、反胃、嘔吐及人事不省                                  |
| 神經     | 脊髓                                                       | - 在下胸或背部不正常的感覺如灼燙、刺痛及發痲 - 症狀由腳掌向上伸延，可能會有上升的虛弱或癱瘓 - 下腹或胸痛                                                                              |
| 神經     | 周圍神經                                                   | - 失禁 - 不正常的感覺如痲痺、灼燙、刺痛及發痲（感覺錯亂） - 肌肉虛弱或顫抖 |
| 窒息     | 肺部                                                       | - 胸口（胸骨以下）灼痛 - 呼吸加劇痛楚 - 呼吸困難 - 持續的乾咳 |
| 皮膚病變 | 皮膚                                                       | - 在耳朵、面部、頸部、手臂及上身的發癢 - 感覺像細小昆蟲在皮膚上爬行 - 在肩膀、上胸及下腹有大理石色皮及發癢 - 皮膚腫脹及凹陷性水腫                                                     |

## 治療
再壓是唯一對嚴重減壓症有效的治療，而休息及吸氧氣（須提高氧氣濃度）亦對輕微的症狀有效。再壓一般都是在再壓艙進行。在潛水時，較危險的有水中再壓。
在缺乏再壓艙或快速上升時，氧療對於懷疑減壓症病者是有效的急救措施。大部份循環呼吸器可以提供高濃度的氧氣，並且可以作為開路給氧復甦器的另一選擇。

## 常造成的減壓原因
減壓症的主要成因是身體週邊壓力的下降。普遍造成壓力下降的原因有：
- 離開高壓環境
- 潛水中的上浮
- 上升飛行至高處

### 離開高壓環境
減壓症的原名為沉箱病。這個名字於19世紀使用，當時有低於地下水面的大型挖掘工程，例如橋的橋柱及隧道，都需將沉箱加壓避免地下水湧入箱內。工人須在高壓力的環境下逗留，當離開時會出現減壓現象而存有患病的風險。
位於美國密蘇里州聖路易市的伊茲橋（Eads Bridge）在1867年至1874年建築期間，減壓症令13個工人死亡，而當時仍未對這種病有所認識。及後建築紐約市的布魯克林大橋時，減壓症亦令主持工程的工程師華盛頓·羅布林（Washington Roebling）束手無策。

### 潛水中的上浮
減壓症對潛水員來說亦是著名的傷害。當潛水員下潛時，水底壓力會隨之上升；而當潛水員上浮時，壓力亦會下降。若潛水員在長時間或深潛後，不是緩慢地上浮或沒有進入減壓艙去除氣體，就會存有患病的風險。由於存在大量變數和不確定性，包括體型、健康情況和其他風險因素的變化；不同的環境條件和工作量以及個人的反應變化，使制定安全高效的時程表變得複雜。
經常連續進行深潛的浮潛者亦曾出現減壓症。減壓症可能是塔拉瓦那症候群的成因，這種病在幾個世紀都影響著南太平洋原住民，因他們經常在沒有裝備下潛水尋找食物及珍珠。
以下是兩個與潛水員患上減壓症有關的因素，雖然它們之間的關係並未完全清楚：
- 長時間或深潛——在體內組織被吸收的呼吸氣瓶（英语：Breathing gas）中的惰性氣體，如氮及氦，在高壓下的濃度會較正常為高（亨利定律）。
- 快速上浮——當上浮時周圍壓力的減少，會引起吸收的氣體從溶液中出來及在血液內形成氣泡。若上浮的速度足夠緩慢，不致這些氣泡上升太高，它們會透過肺部安全地離開身體。

生理學家約翰·伯頓·桑德森·霍爾丹（John B S Haldane）在20世紀初期研究這個問題，最終發明階段性及逐步的減壓方法，使潛水員的壓力逐漸釋放令體內氮的釋出不會引起減壓症。氣泡在每次下潛都會產生，但減慢上浮及減壓艙可以減低氣泡的體積及數量，以避免對潛水員造成傷害。
嚴重的減壓症會導致死亡。這是因大氣泡進入帶氧的血液流進腦部、中央神經系統及其他主要器官。
縱然壓力改變未必有立即的徵狀，急促的壓力改變會造成稱為「異壓性骨壞死」（DON）的永久骨頭創傷。異壓性骨壞死可以由單一次暴露在急促減壓而成。異壓性骨壞死從X光的骨頭映像可以看見及被診斷出來。不幸的是，X光在永久創傷出現後的3個月都會顯示為正常，差不多要4年的時間才真正可以從X光看到創傷的影響。

#### 避免事項
減壓表及潛水計算機的減壓計劃都可以幫助潛水員選擇減壓艙的深度及持續時間。遵循減壓計劃並不能完全防止減壓症，其使用的演算法旨在將減壓症的機率降到非常低，但不會降低到零。要減低風險，潛水員須避免長時間及深潛，並應緩慢地上浮。而且，需要減壓艙或與上一次下潛16個小時內的下潛都會增加患病風險。此外亦有其他風險因素，如年齡、肥胖症、疲倦、喝酒、脫水及心房中隔缺損等。再者，在深潛後24小時內飛行亦是造成減壓症的因素。

#### 氦及氮
氮並非唯一造成減壓症的呼吸氣體。氣體混合物，如氦氮氧混合氣及氦一氧混合氣包括氦，都會牽涉造成減壓症。
在長途潛行（約3小時或更長）時，氦進出身體較氮為快，身體差不多達至氦的飽和狀態。對於這樣的潛行，就氮的減壓時間會較短。
就氦氣在短途潛行時的減壓影響出現一些討論。大部份潛水員進行較長時間的減壓，而一些如WKPP的潛水員就創先（包括在減壓艙內）使用較短的減壓時間。
透過使用高氧氣體（或在非常淺水的地方使用純氧）減壓時間可以大幅減小。原因是溶出氮的速率是與潛水員體內及吸入氣體內的氮分壓（ppN2）的差成正比。而出現氣泡的可能性是與潛水員體內的ppN2及總環境水壓或氣壓的差成正比。

### 上升飛行至高處
在沒有加壓的飛機飛上高海拔時，如偷渡者、在機艙內遇上瞬間失壓的乘客、或在開放駕駛艙的機師，都會患上減壓症。潛水員在潛水後，未經至少12小時至36小時的緩衝時間即搭乘飛機航行都會有患病風險，這是因機艙內的氣壓通常調節在約海拔2000公尺處相同的氣壓，較海平面氣壓為低。這同樣會發生在潛水後到達非常高的地方。
高海拔減壓症在1930年代的飛機及熱氣球時普遍的問題。在現今的航空技術可以使飛機飛得更高及更遠。雖然現今飛機較安全及可靠，乘客仍有面對高海拔引起的問題。第一宗減壓症後的一個半世紀，人類增進了及累積了對減壓症的認識。但是，問題卻仍未被解決。高海拔減壓症仍是現今飛機乘客的危害。
沒有特定的海拔被認為是絕對的極限海拔，但有可以確保沒有減壓症的最低海拔。現時並沒有證據顯示健壯的人在潛水後上升5500米以下會患上減壓症。在5500-7500米的高度就有小量減壓症出現。大部份減壓症的病例都在7500米以上出現。一項美國空軍就減壓症所造的研究顯示只有13%的病例在7500米以下出現，隨海拔愈高就愈高風險。雖然在5500米以上，愈高海拔就有愈高風險患病，但是這並不顯示高海拔與減壓症的嚴重性的直接關連（見表一）。
空氣栓塞症及減壓症有著相似的徵狀及治療，因為它們都是由體內氣泡所引起。就潛水而言，這兩種病都被稱為減壓病。氣壓病就包含了減壓症、空氣栓塞症及氣壓傷。
要上升高海拔並不一定是飛行，前往一些高海拔地方如埃塞俄比亞、厄立特里亞高地（高海平面2500米）、秘魯、玻利維亞阿爾蒂普拉諾高原及西藏（高海平面3-5千米）等地，也會有高海拔減壓症的風險。

#### 醫學治療

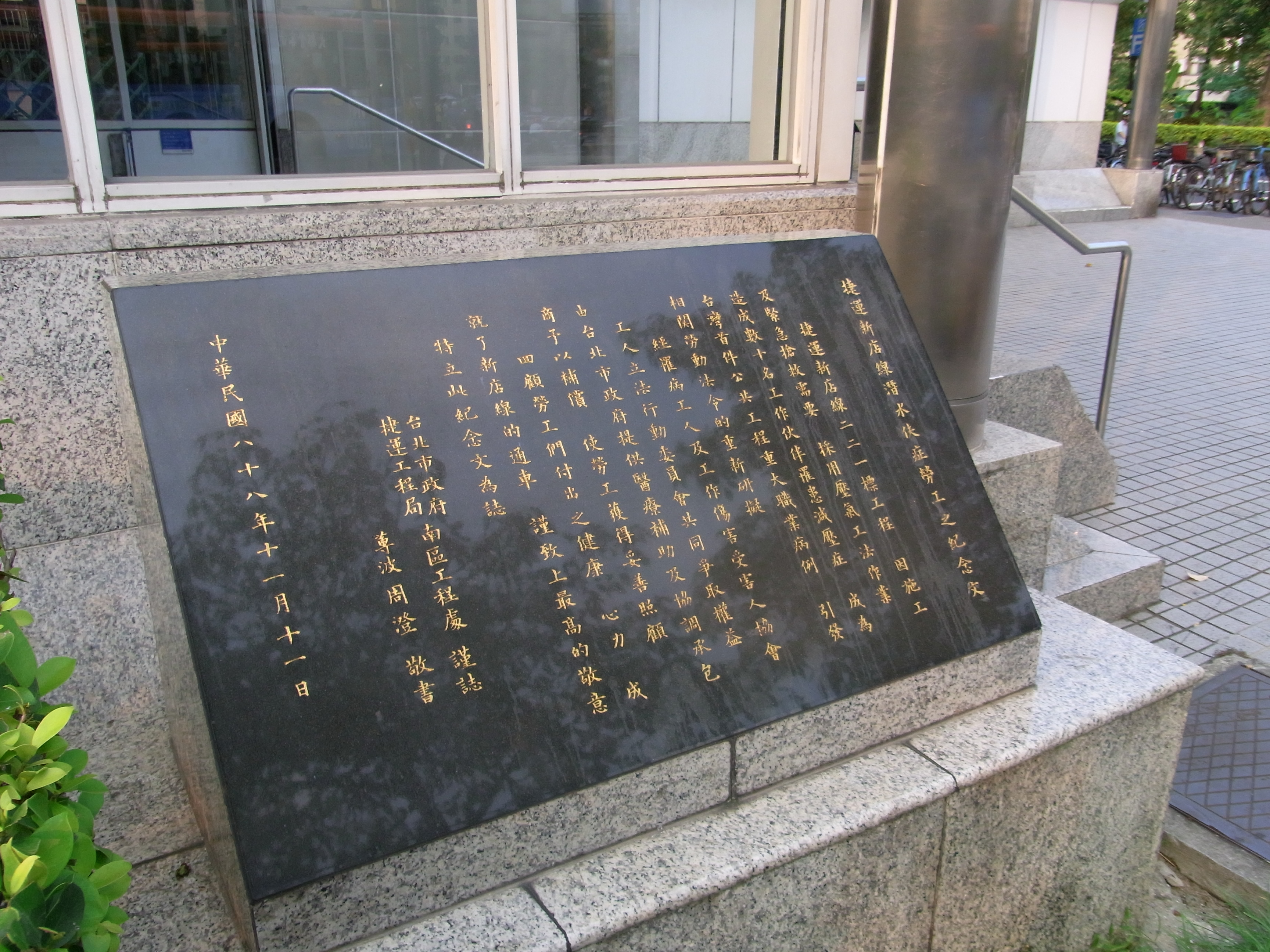
台灣的潛水伕症勞工紀念碑，紀念1995年捷運線221標工程採用「壓氣工法」作業時施工不當造成的減壓症。

輕微的關節痛及皮膚病變（不包括大理石色皮）從高海拔下降會消失，但仍須醫學評估。如果症狀在下降時仍然維持或在陸地水平再出現，這就需要立即進行高壓氧治療。神經性的減壓症、窒息及大理石色皮的皮膚病變都是以高壓氧治療。這些狀況是非常嚴重，如不加以治療會有性命危險。

#### 呼吸純氧的效果
減壓症研究的其中一個突破是預先呼吸氧氣。在暴露於低壓環境前呼吸純氧，可以降低患病的風險。預先呼吸氧氣可以促進消除身體組織內的氮。在上升前呼吸30分鐘純氧可以降低在5500-13000米高空患病風險10-30分鐘。若在飛行前持續呼吸純氧，可以提供有效的保護。但是，若只在起飛後才呼吸純氧，則不能降低患病的風險，所以不應取代預先呼吸。
雖然預先呼吸純氧是有效的方法來保護抵抗減壓症，但這卻是很複雜及昂貴的。所以，只有軍事飛行員及太空人才會使用這種方法。

#### 搭乘飛機之前的水肺潛水
減壓症風險與低氣壓環境的關係，並非在海平面停止，而當潛水員在潛水後進入低於海平面的氣壓時這個關係會繼續。減壓症在低於5000呎仍會有機會出現：
1. 飛機在高海拔時機艙氣壓一般都不是處於海平面氣壓，而近似於海拔2500米的氣壓。
2. 在高海拔的陸地，例如在厄立特里亞潛水，並進入約2500米高的阿斯馬拉高原（厄立特里亞機場位於此處）。
3. 偶爾在洞穴潛水會出現托里拆利真空。

#### 發生高海拔減壓症時的應對措施
- 立即戴上氧氣面罩及開啟調節器至100%氧氣。
- 開始緊急下降及在可能情況下降落。縱然症狀在下降時消失，仍須降落，繼續呼吸氧氣及尋求醫學評估。
- 如果其中一種症狀是關節痛，保持疼痛部位靜止。不要嘗試活動關節來減輕痛楚。
- 在降落後尋求熟悉航空或低壓醫藥的醫生協助。
- 治療會涉及由專人操縱使用的高壓艙。
- 在降落後仍有可能出現延後的症狀，不論它們在飛航時有否出現。
- AIDA表示每小時喝1公升的水以幫助代謝

#### 重點事項
- 在飛行上升超過5500米而沒有加壓機艙，減壓症必然是一種危害。
- 熟悉減壓症的症狀，並監察所有乘客的狀況。
- 在飛行的24小時內，避免不需要的體能消耗。
- 縱然機艙是有進行加壓，減壓症仍會在機艙壓力突減的情況下出現。
- 在經過急速減壓的飛行後，最少24小時內不要再飛行。同時間須保持對減壓症症狀出現的警惕。若出現延後的症狀，立即尋求治療。
- 在飛行期間才呼吸100%純氧；預先吸純氧並不能阻止減壓症。
- 不要忽略任何已消失的症狀。這可能代表已患上減壓症，須儘快尋找醫生評估。
- 若有任何顯示患上減壓症，不要在未清楚狀況下再次飛行。
- 潛水及飛行之間要預留最少24小時。
- 留意高壓艙的位置，以備緊急時使用。

## 外部連結
- 減壓症 預防與風險
- 如何造成減壓症? （页面存档备份，存于）
- 鯨魚罹患減壓症 （页面存档备份，存于）
- 英國運動潛水會議 骨頭壞死 （页面存档备份，存于）
- 潛水醫學 （页面存档备份，存于）
- Caissons disease.  隧道工程計畫減壓艙 （页面存档备份，存于）